# Hellbrauner Kurzflügler
Der Hellbraune Kurzflügler (Manda mandibularis, Syn.: Acrognathus mandibularis) ist ein Käfer aus der Familie der Kurzflügler (Staphylinidae). Er ist die einzige Art der Gattung Manda in Europa. 

## Merkmale
Die Käfer erreichen eine Körperlänge von 6 bis 8 Millimetern und haben eine rostrote Körperfärbung, die Oberseite des Körpers glänzt kaum. Der Halsschild ist nahezu quadratisch, hat eine abgekürzte, punktfreie Mittellinie und beidseits der Mitte eine kurze Längsbeule. Die Deckflügel sind etwas breiter als der Halsschild. Die Fühler besitzen am Ende drei abgesetzte, vergrößerte Endglieder. 

## Vorkommen und Lebensweise
Die Art ist vom südlichen Nordeuropa über Mitteleuropa bis Südeuropa und dann nach Osten bis Sibirien verbreitet. Man findet die Art vor allem am Rand von Gewässern unter verrottendem Pflanzenmaterial, im Detritus und unter Steinen im Uferschlamm. Die Imagines schwärmen abends häufig über nassen Wiesen und werden durch künstliche Lichtquellen angelockt. Man findet sie im April und Mai sowie von August bis Oktober. Die Art ist nicht häufig, kann aber bei Hochwasser in großer Zahl auftreten. 